# Burmogonus
Burmogonus – wymarły rodzaj chrząszczy z rodziny sprężykowatych. Obejmuje tylko jeden opisany gatunek, Burmogonus cretaceus. Żył w kredzie na terenie współczesnej Mjanmy.

## Taksonomia
Rodzaj i gatunek typowy opisane zostały po raz pierwszy w 2022 roku na łamach „Diversity” przez Katerinę Triskovą, Gabrielę Packovą, Aleksandra Proswirnowa i Robina Kundratę. Opisu dokonano na podstawie inkluzji w bursztynie birmańskim, odnalezionej w dolinie Hukawng, w gminie Tanai i dystrykcie Myitkyina na terenie birmańskiego stanu Kaczin. Skamieniałość datowana jest na wczesny cenoman. Nazwa rodzajowa to połączenie słów „burmit” i Brachygonus, natomiast epitet gatunkowy oznacza po łacinie „kredowy”.

## Morfologia
Chrząszcz o podługowato-owalnym, stosunkowo spłaszczonym ciele długości 6,7 mm i szerokości 2,3 mm. Głowę miał hipognatyczną, o niekompletnych i skierowanych ku ponad dwukrotnie szerszej niż długiej wardze górnej listewkach nadczułkowych, silnie wyłupiastych oczach, piłkowanych począwszy od czwartego członu czułkach, tęgich żuwaczkach i siekierowatym członie ostatnim głaszczków szczękowych. Tylko pośrodku słabo sklepione, gdzie indziej płaskie, najszersze w tylnej ⅓ przedplecze miało zagięte dobrzusznie boki, krótkie i ostre kąty tylne oraz ostre wcięcia na krawędzi tylnej przy kątach. Boczne listewki przedplecza były kompletne. Tarczka miała tył szeroko zaokrąglony. 2,15 razy dłuższe niż szerokie, 2,2 raza dłuższe od przedplecza pokrywy były najszersze w barkach i potem stopniowo zwężone ku wspólnie wąsko zaokrąglonym wierzchołkom. Epipleury gwałtownie zwężały się począwszy od wysokości tylnych bioder. Dwukrotnie dłuższe niż szerokie przedpiersie miało szeroko zaokrąglony płat przedni oraz przysadzisty, krótki wyrostek międzybiodrowy z tępym ząbkiem przedwierzchołkowym i wąsko zaokrąglonym szczytem. Dość krótkie śródpiersie miało część międzybiodrową szeroką i prostokątną z prostą krawędzią tylną. Płytki zabiodrzy silnie rozszerzone były w częściach nasadowych. Smukłe odnóża miały niezmodyfikowane stopy i pazurki. 